# Cultura della ceramica decorata a punzone
La cosiddetta cultura della ceramica decorata a punzone (in tedesco Stichbandkeramik, abbreviato  STbK o STK), o danubiana Ib di Vere Gordon Childe, o ancora, cultura del medio Danubio è la cultura che succedette a quella della ceramica lineare, un orizzonte archeologico maggiore del neolitico europeo nell'Europa centrale ed orientale, fiorente tra la metà del VI millennio a.C. e la metà del millennio successivo. La ceramica decorata a punzone vi si sovrappone nel periodo tra il 4600 e il 4400 a.C. ca. Questo tipo di ceramica si rinviene nella Germania orientale, in Austria, in Polonia e nella Repubblica Ceca.

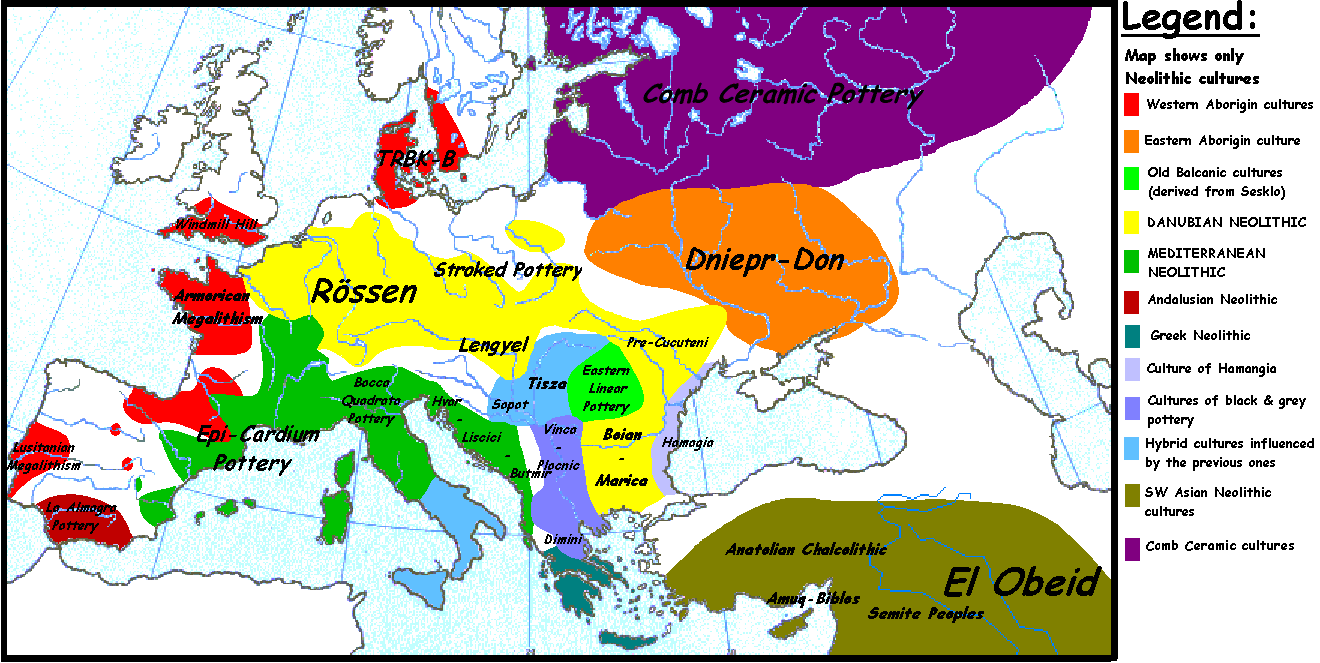
Mappa del tardo neolitico europeo mostrante i resti della STK.

## Descrizione
La ceramica decorata a punzone e la ceramica a note musicali (Notenkopfkeramik) sono uno sviluppo della ceramica lineare. Nella ceramica a note musicali le decorazioni risultano incise in bande a zig-zag intorno al vaso, con forature (punctures) laddove vengono a congiungersi i segmenti lineari. La ceramica decorata a punzone abbandona l'incisione a favore delle bande a piccole forature, o con motivi a zig-zag, con una banda verticale che divide ogni angolo. L'effetto è una modello di banda con forme ad A contigue.
Mentre la ceramica a note musicali si diffuse ad est sul Bug Occidentale, la ceramica decorata a punzone lo fece verso la Vistola e l'Elba. L'espansione di questo stile deve essere fondamentalmente avvenuta per mezzo della trasmissione di oggetti.
Le abitazioni delle genti della ceramica decorata a punzone mostrano una caratteristica modificata, che divenne più evidente nelle culture successive: il lato posteriore della casa lunga divenne più corto di quello anteriore, ottenendo così una pianta a forma trapezoidale. La ragione di questa modifica è ignota. Inoltre, la popolazione sviluppò una preferenza per la cremazione piuttosto che per l'inumazione, mentre la precedente cultura della ceramica lineare arcaica aveva adoperato entrambi i metodi.
Nella mappa si può osservare che la cultura della ceramica lineare fu rimpiazzata nella maggior parte della sua area di diffusione, dalle culture di Lengyel e di Rössen, ma che centri con ceramica decorata a punzone sopravvivevano lungo la Vistola.

## Circolo di Gosek
Una struttura insolita associata con la ceramica decorata a punzone è stata trovata a Gosek, a sud di Berlino: un ampio anello doppio concentrico di buchi per pali, interrotto da cancelli e circondato da fossato. La collocazione dei cancelli e qualcuno dei pali hanno portato alcuni studiosi ad ipotizzare un osservatorio simile a Stonehenge, ma realizzato in legno invece che in pietra, con i pali che segnavano le posizioni di corpi celesti. Gli investigatori hanno coniato la definizione di "tempio del sole". Simili strutture sono note in Bavaria (Unternberg) e nella Repubblica Ceca.